# Alxingergasse
Die Alxingergasse ist eine Straße im 10. Wiener Gemeindebezirk, Favoriten. Sie wurde 1875 nach dem österreichischen Dichter der Aufklärungszeit Johann Baptist von Alxinger benannt.

## Verlauf und Charakteristik
Die Alxingergasse verläuft in nord-südlicher Richtung von der Landgutgasse den Wienerberg ansteigend bis zur Dieselgasse. Sie hat 105 Hausnummern und weist überwiegend einen Bestand an Wohnhäusern auf. Viele davon stammen noch aus dem Ende des 19. Jahrhunderts oder aus der Zeit um 1900. Die Alxingergasse wird durchgehend als Einbahn geführt, berührt die Grünanlagen am Erlachplatz und Laubeplatz und wird von keinerlei öffentlichen Verkehrsmitteln befahren.

## Bemerkenswerte Gebäude

### Nr. 6: Dreifaltigkeitskirche

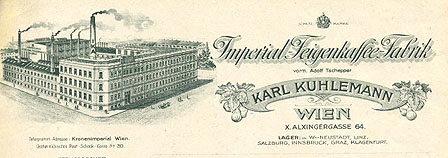
Briefkopf der Firma Imperial-Feigenkaffee (1926) mit Ansicht der Fabrik Alxingergasse 64

Die Pfarrkirche Allerheiligste Dreifaltigkeit und das anschließende Kloster der Missionsschwestern Dienerinnen des hl. Geistes wurde 1913/14 nach Plänen von Richard Jordan erbaut. Damals war die Kirche noch der hl. Philomena geweiht. Seit 1942 ist sie Pfarrkirche, wurde 1954–1959 von Hans Petermair im Inneren neu gestaltet und 1962 der Allerheiligsten Dreifaltigkeit geweiht. Die 4-geschoßige Fassade weist Formen eines geometrisch reduzierten Heimatstils auf. Das Innere ist ein schlichter flachgedeckter Saalraum. Das Altarmosaik Hl. Dreifaltigkeit aus dem Jahr 1959 stammt von Ernst Bauernfeind. Die Kirche steht unter Denkmalschutz.

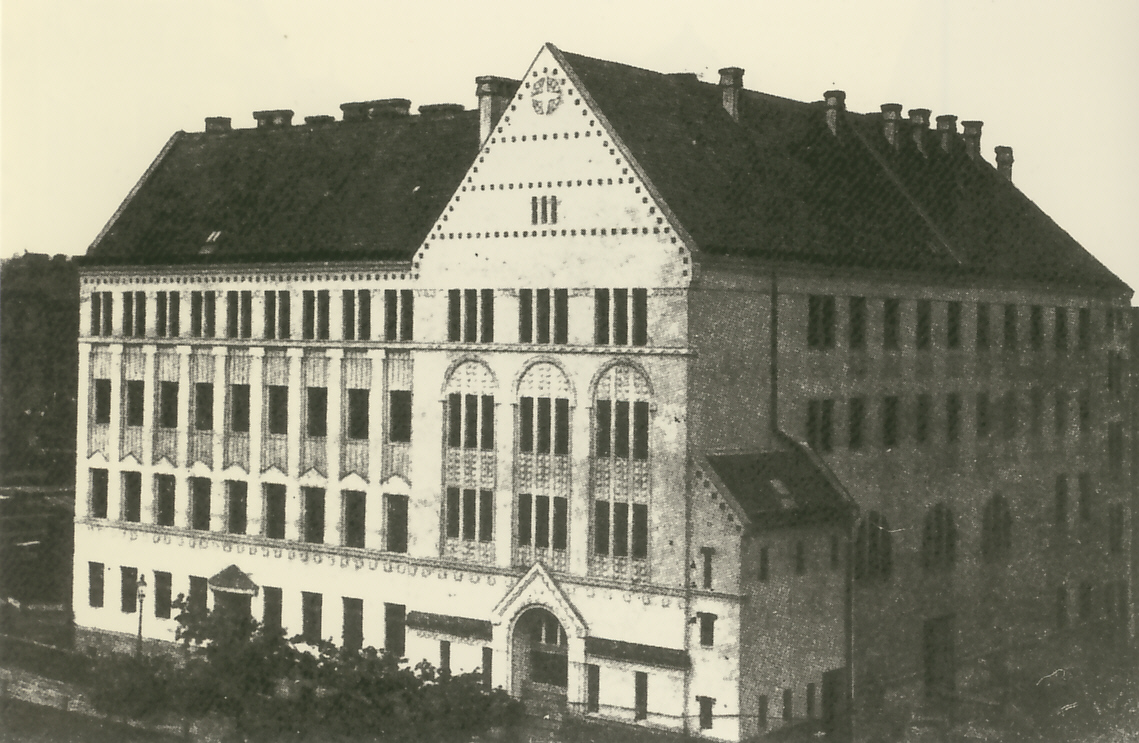
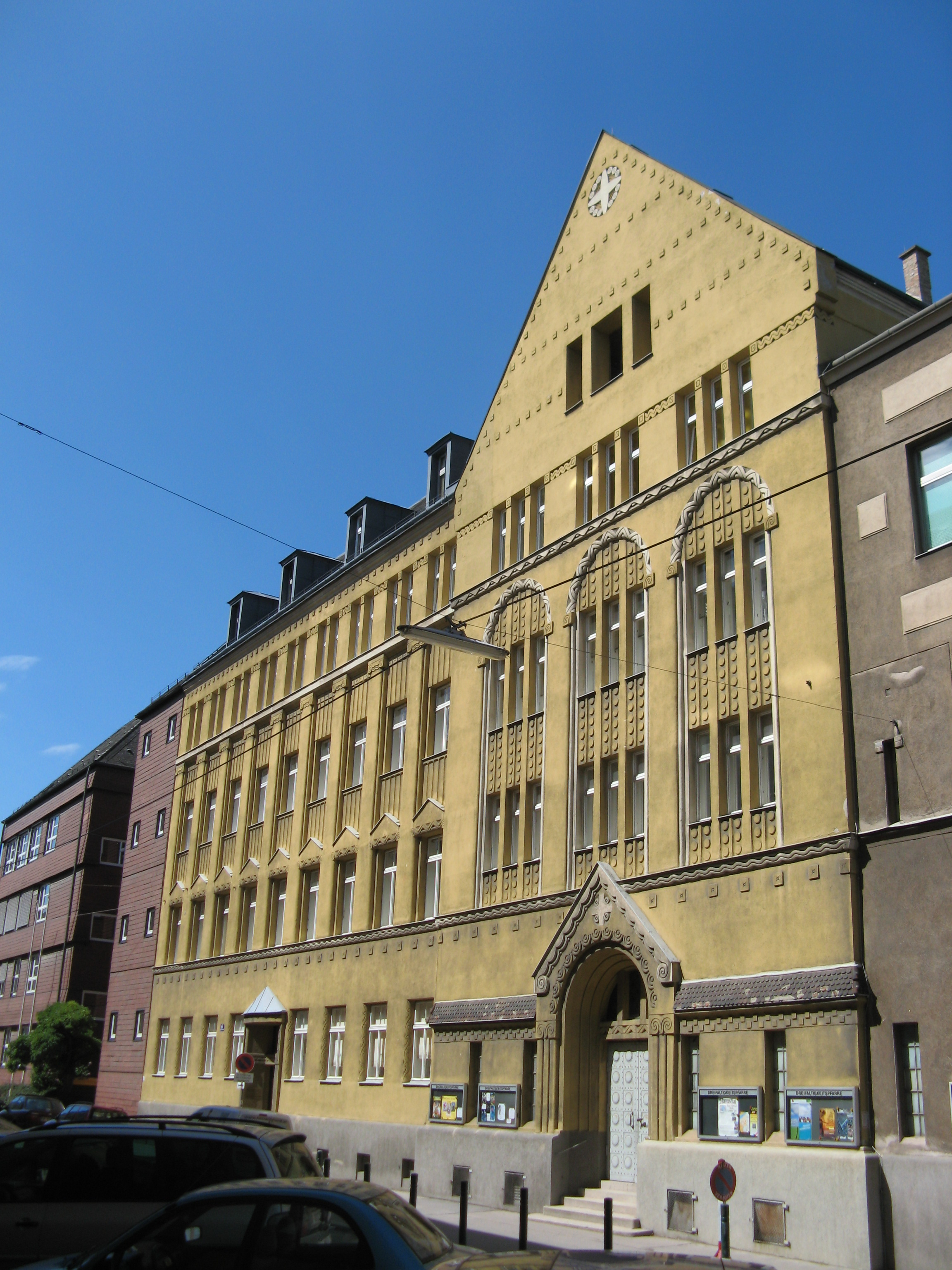
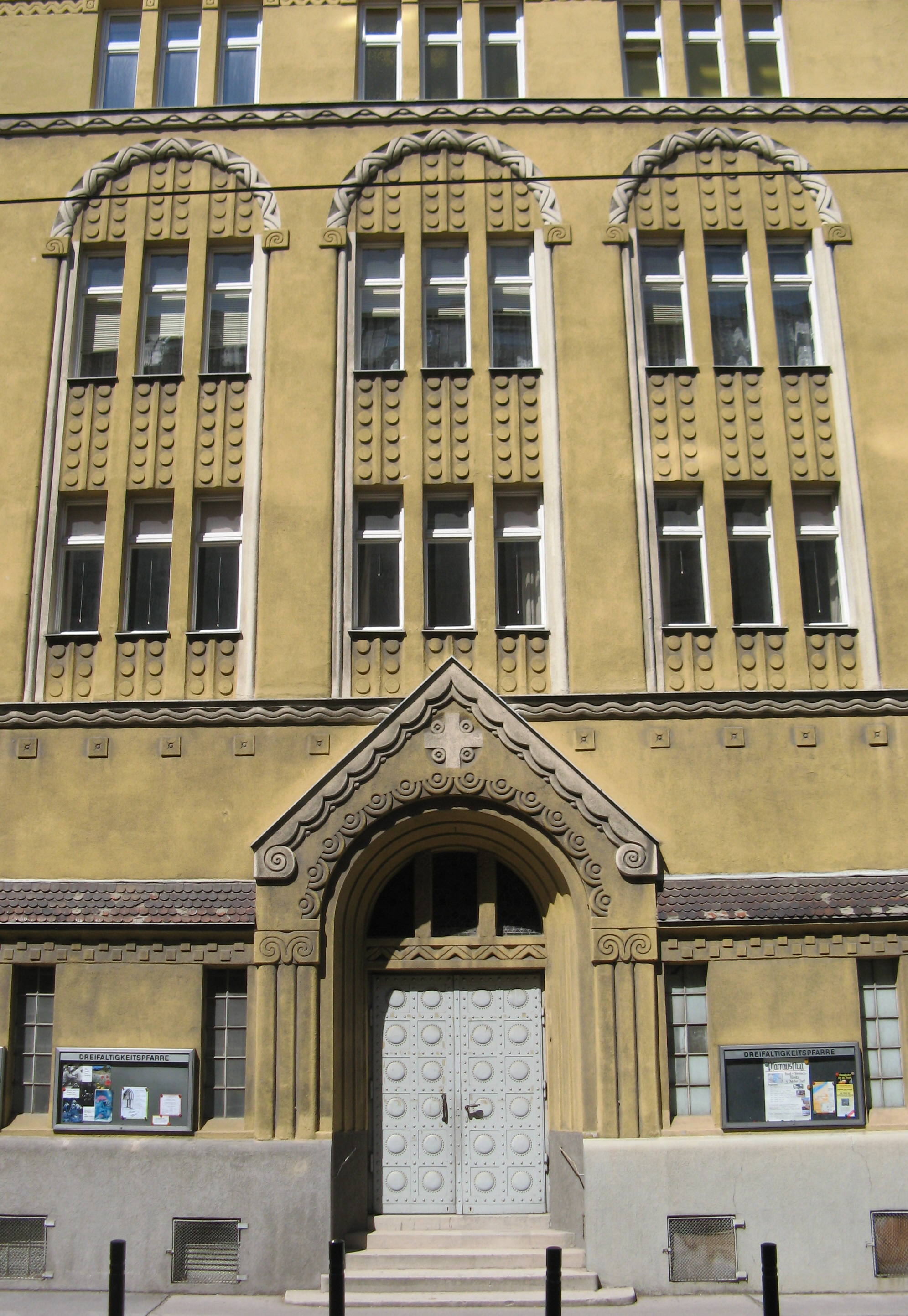
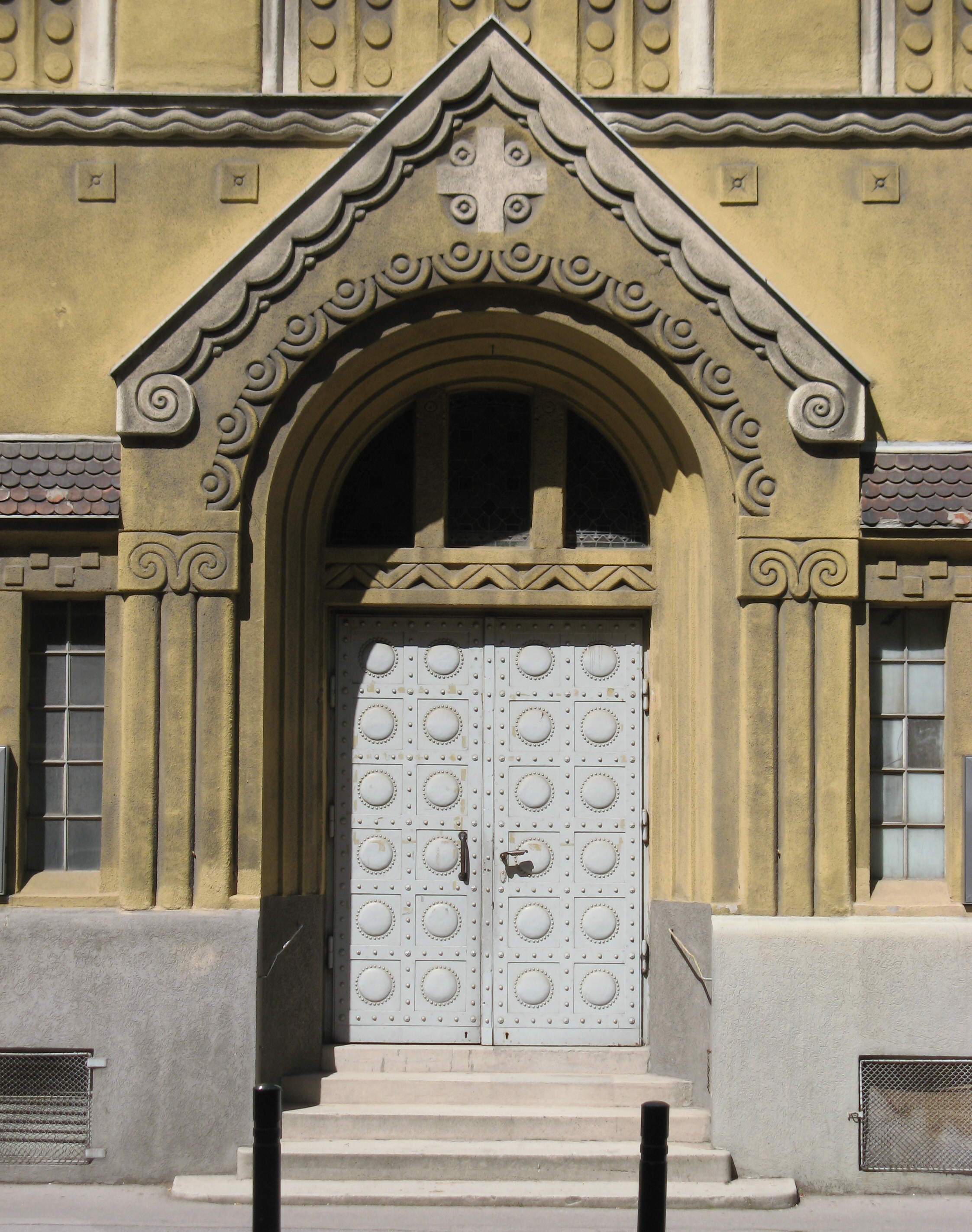
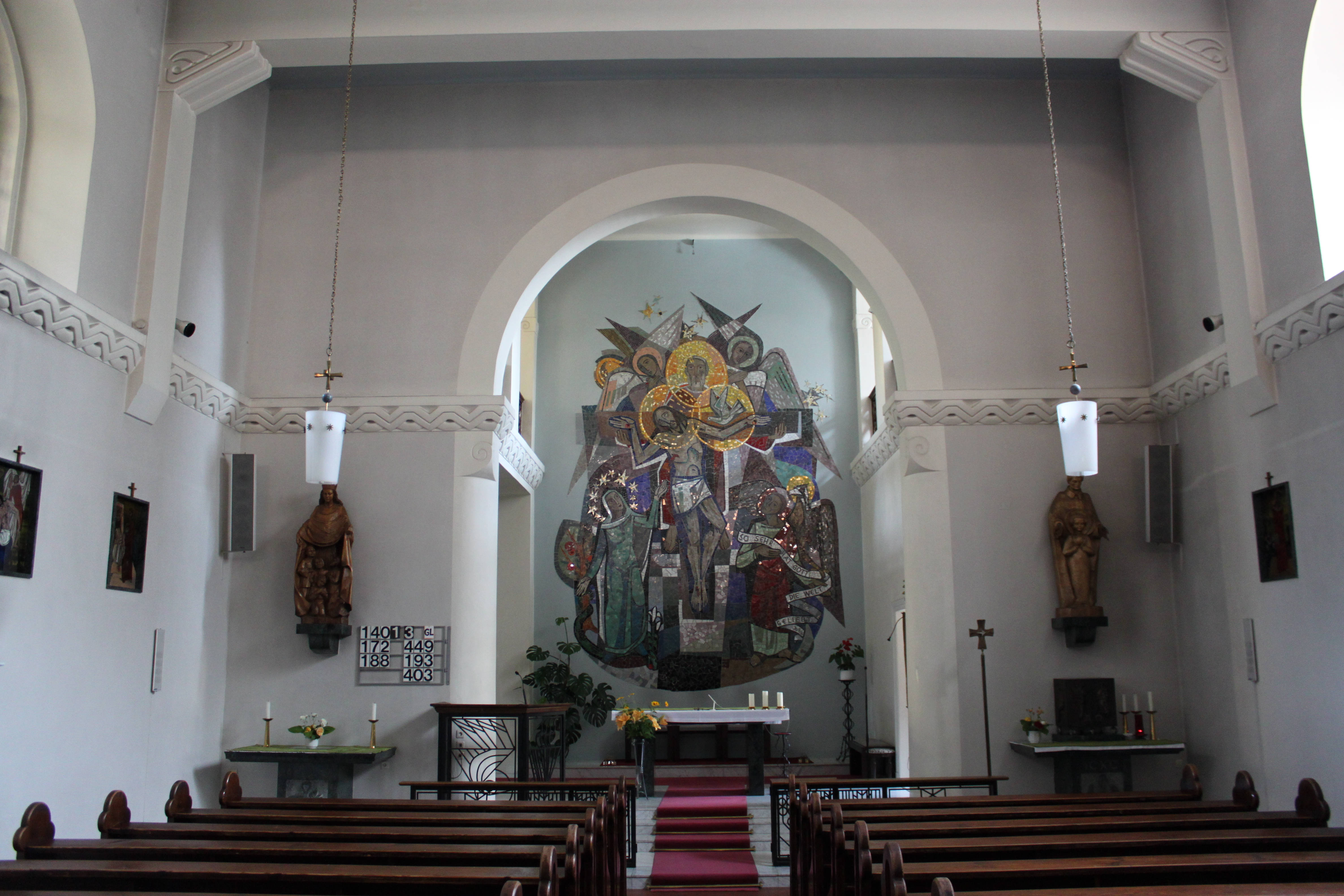

### Nr. 64: Imperial-Feigenkaffee-Fabrik
An der Stelle des heutigen Wohnhauses stand ursprünglich ein Gebäude der Imperial-Feigenkaffee-Fabrik. Dieses Unternehmen wurde 1880 von Adolf Tschepper in der Hasengasse 14 gegründet. Die kleine Firma wurde kontinuierlich ausgebaut und übersiedelte an den Standort Alxingergasse. 1908 wurde sie von Karl Kuhlemann übernommen und zu dem bekannten Großbetrieb gemacht.

### Nr. 82: Volksschule
Die Volksschule wurde 1885 errichtet und erhielt um 1900 einen weiteren Trakt zur Herzgasse 87.

### Nr. 89–93: Gemeindebau
Wohnhausanlage der Gemeinde Wien unter Denkmalschutz. Die städtische Wohnhausanlage wurde von 1925 bis 1926 nach Plänen des Architekten Ernst Egli erbaut. Sie umfasst 136 Wohnungen.

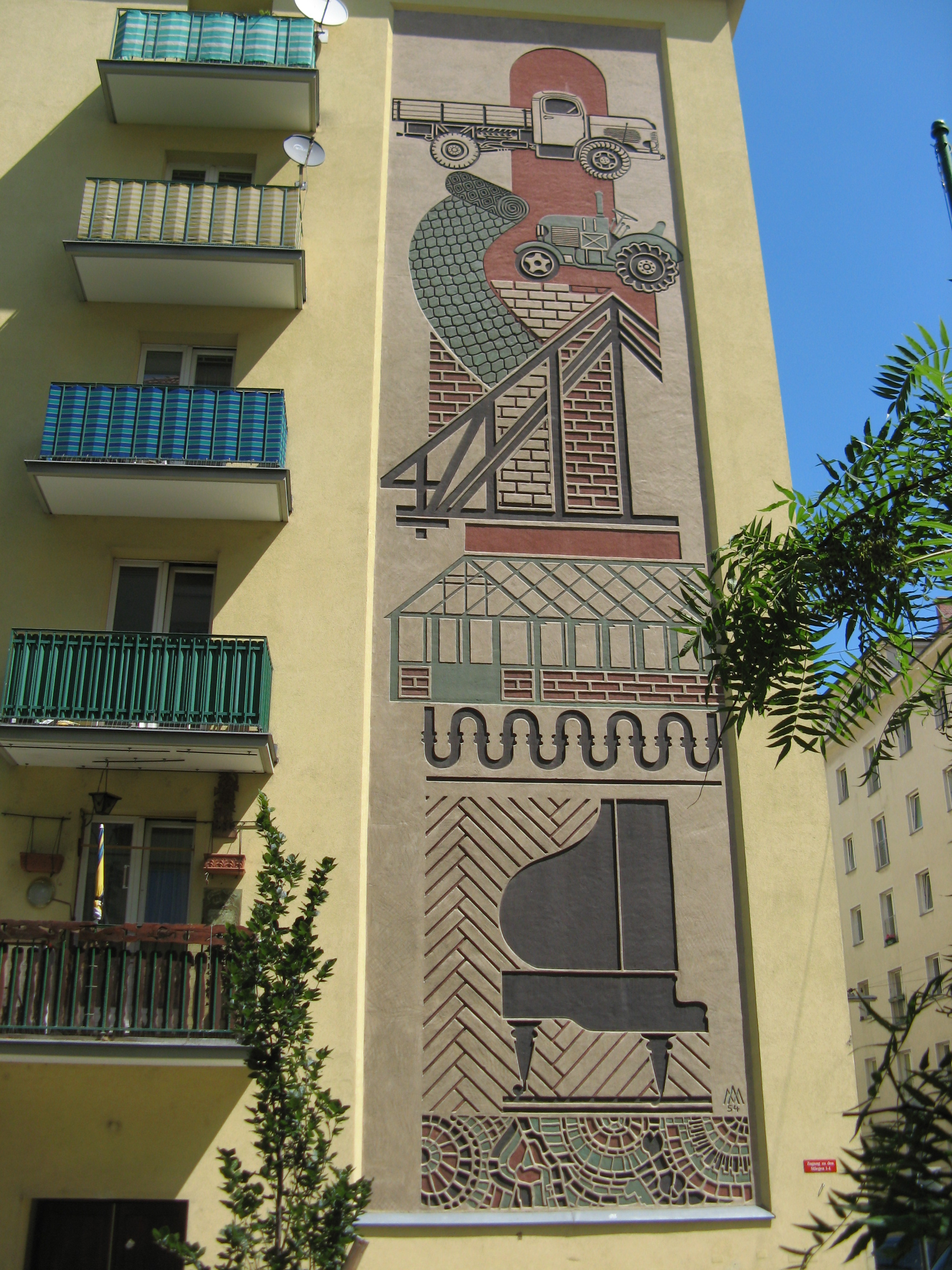
Technik (1954), Sgraffito von Oswin Amann, Alxingergasse 96

### Nr. 96: Wohnhausanlage
Die Wohnhausanlage zeigt an den Fassaden zwei Sgraffiti: Schrebergartenleben im Frühling, Sommer und Herbst (1954) von Oswin Amann und Technik (1954) von Hermine Aichenegg.

### Nr. 97–103: Wohnhausanlage
Im Hof der Wohnhausanlage befindet sich eine Natursteinplastik Stehende weibliche Figur (1960) von Eduard Robitschko.